# Rodesia del Sur
Rodesia del Sur (en inglés: Southern Rhodesia) fue una colonia británica autónoma sin salida al mar que existió en el África Austral entre 1888 y 1979 y que es el origen del actual Zimbabue. 
La Rodesia original surgió en 1888, cuando Cecil Rhodes consiguió derechos de minería en la región, como la Concesión Rudd y el Tratado Moffat, suscrito con el rey Lobengula de los Ndebele. La colonia llegó a englobar también a Rodesia del Norte (actual Zambia), que se separó y formó un protectorado en 1910.
Fue establecida formalmente en 1923 y compuesta por territorios de la Compañía Británica de Sudáfrica (BSAC) ubicados al sur del río Zambezi y al norte del río Limpopo. La región se conocía informalmente como Zambezia del Sur hasta que el Reino Unido la anexó a instancias de la Compañía Británica de Sudáfrica de Cecil Rhodes, de quien tomó su nombre. Los territorios limítrofes eran Bechuanalandia (Botsuana), Rodesia del Norte (Zambia), Moçambique (Mozambique) y la República de Transvaal (durante dos breves períodos en lugar de la colonia británica de Transvaal, desde 1910 la Unión Sudafricana y luego desde 1961 la República de Sudáfrica).
En 1953, se fusionó con Rodesia del Norte y Nyasalandia creando la Federación de Rodesia y Nyasalandia, que duró hasta 1963. Tras su disolución Rodesia del Sur pasó a llamarse Rodesia y siguió siendo una colonia británica de iure hasta 1980. Sin embargo, el gobierno de Rhodesia emitió una declaración unilateral de independencia (UDI) en 1965 y estableció una República de Rodesia totalmente independiente, que inmediatamente se convirtió en un estado no reconocido. En 1979, se reconstituyó bajo el gobierno de la mayoría como Zimbabue Rodesia, que tampoco logró el reconocimiento internacional. Después de un período de control británico provisional tras el Acuerdo de Lancaster House en diciembre de 1979, el país logró la independencia reconocida internacionalmente como Zimbabue en abril de 1980.